# 戸田氏範
戸田 氏範（とだ うじのり、? - 安政7年3月19日（1860年4月9日））は、江戸時代後期の高家旗本。常陸土浦藩主土屋彦直の三男。通称は範之進。初名は準直。官位は従五位下、侍従、日向守。
高家旗本戸田氏敏の養子となる。嘉永3年（1850年）12月7日、養父の死去により家督を相続した。嘉永4年（1851年）11月20日、高家職に就任し、従五位下・侍従・日向守に叙任する。安政7年（1860年）3月19日死去、没年不詳。家督は氏敏の実子氏貞が相続した。